# Digos

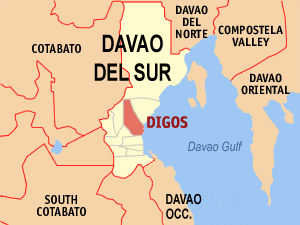
Digos läge i Davao del Sur

Digos (officiellt City of Digos) är en stad på ön Mindanao i Filippinerna. Den är administrativ huvudort för provinsen Davao del Sur i Davaoregionen och har 125 171 invånare (folkräkning 1 maj 2000).
Staden är indelad i 26 smådistrikt, barangayer, varav 23 är klassificerade som landsbygdsdistrikt och endast 3 som tätortsdistrikt.